# اکول-دو-نورد
اکول-دو-نورد (به لاتین: Acul-du-Nord) در هائیتی است که در Acul-du-Nord Arrondissement واقع شده‌است.

## خصوصیات
اکول-دو-نورد ۵۱٬۳۳۷ نفر جمعیت دارد و ۲۰ متر بالاتر از سطح دریا واقع شده‌است.